# Grupo de Astronomia da Universidade da Madeira
O Grupo de Astronomia da Universidade da Madeira é uma unidade de investigação da Universidade da Madeira. Foi criado no ano 2000 e tem por principais objetivos o ensino, investigação e a divulgação da Astronomia na Região Autónoma da Madeira (RAM). Quanto ao ensino, houve uma licenciatura em Engenharia de Instrumentação e Eletrónica (ramo de Astronomia) diretamente relacionada com o Grupo, entre 2001 e 2009.
Em termos de investigação, a lista de publicações científicas do Grupo é extensa, algumas delas com repercussão relevante no mundo científico. Um dos pontos altos foi certamente a participação de um dos elementos do grupo na descoberta de uma nova rádio-Galáxia e a defesa de uma tese de doutoramento.
A ilha da Madeira reúne excelentes condições para a observação astronómica. O Grupo de Astronomia luta, praticamente desde a sua fundação, pela instalação de um observatório óptico na Achada do Teixeira (em Santana). Um passo importante foi dado no dia 21 de janeiro de 2012 com a reunião entre a Universidade da Madeira e a Câmara Municipal de Santana.
Existem também estudos e planos para a instalação de um rádio-telescópio na Madeira.
A principal iniciativa do Grupo de Astronomia virada para o público decorre uma vez por ano, com a Semana da Astronomia, que engloba uma Astrofesta.
O Grupo de Astronomia gere ainda o Laboratório de Astronomia e Instrumentação que tem por objetivo principal apoiar a execução de projetos de investigação a todos os níveis: desde a colaboração com escolas, passando pela colaboração com outras universidades e com grupos de investigação. O Grupo de Astronomia participou ativamente nas comemorações do Ano Internacional da Astronomia 2009 com a concretização de mais de 200 eventos um pouco por toda a Região Autónoma da Madeira.